# Dové Wome
Dové Wome (Fiokpo, 8 de junho de 1991) é um futebolista profissional togolês que atua como meia.

## Carreira
Dové Wome representou o elenco da Seleção Togolesa de Futebol no Campeonato Africano das Nações de 2013.